# Kumi Koda
Koda Kumi (倖田 來未 Kōda Kumi, Hãnh Điền Lai Vị) (sinh ngày 13 tháng 11 năm 1982) là một ca sĩ, nhạc sĩ và biểu tượng thời trang người Nhật Bản. Cô được biết đến là người đi tiên phong tại Nhật với phong cách âm nhạc chủ đạo pop/R&B, đi kèm với đó là các video âm nhạc gợi cảm, táo bạo kiểu phương Tây và ca từ về tình dục, nữ quyền, đồng tính. Koda cũng là người tạo ra phong cách ero-kakkoii (エロかっこいい erotic cool, gợi cảm-cá tính), một xu hướng thời trang phổ biến những năm giữa thập niên 2000. Cô được mệnh danh là "Nữ hoàng J-pop", "Nữ hoàng biểu diễn Live"  hay "Christina Aguilera của Nhật".
Sinh ra tại Fushimi-ku, Kyoto, Koda đã bắt đầu tham gia các buổi thử giọng từ năm thứ 3 tiểu học nhưng đều bị từ chối, trong đó có đợt tuyển chọn thế hệ thứ ba của Morning Musume năm cô 17 tuổi. Năm 1999, Koda về nhì trong cuộc thi "avex dream 2000" và được ký hợp đồng với hãng thu âm Rhythm Zone thuộc avex trax. Một năm sau, cô phát hành đĩa đơn đầu tay "TAKE BACK" nhưng phải đến năm 2003, Koda mới có thành công lớn đầu tiên về thương mại với đĩa đơn top 10 "real Emotion/1000 no Kotoba" được chọn làm nhạc nền cho game Final Fantasy X-2. Tiếp đó là 2 album tuyển tập BEST～first things～ (2005) và BEST～second session～ (2006) đều đứng đầu bảng xếp hạng album và bán được gần 2 triệu bản. Đỉnh cao về thành công thương mại của Koda vào năm 2006 và 2007 khi tổng doanh thu bán đĩa của cô đứng đầu bảng xếp hạng cuối năm của Oricon và cô cũng là nghệ sĩ solo cuối cùng đạt được vị trí trong hai năm liền.
Trong khoảng 20 năm sự nghiệp, Koda có tới 11 album đứng đầu bảng xếp hạng, 48 đĩa đơn nằm trong top 10 và bán được hơn 15 triệu đĩa nhạc. Cô cũng sở hữu 8 giải MTV Video Music Awards Japan, trong đó có giải đặc biệt dành cho những đóng góp của cô vào lĩnh vực giải trí năm 2015 và nhiều giải thưởng danh giá khác bao gồm Japan Record Awards, Japan Gold Disc Awards, Mnet Asian Music Awards,...

## Danh sách đĩa nhạc
| #                                         | Tên                              | Ngày phát hành | Xếp hạng | Tiêu thụ  |
| Album phòng thu                           |                                  |                |          |           |
| 1                                         | affection                        | 27/03/2002     | 12       | 91,000    |
| 2                                         | grow into one                    | 19/03/2003     | 8        | 191,000   |
| 3                                         | feel my mind                     | 18/02/2004     | 7        | 148,000   |
| 4                                         | secret                           | 09/02/2005     | 3        | 522,000   |
| 5                                         | Black Cherry                     | 20/12/2006     | 1        | 1,031,000 |
| 6                                         | Kingdom                          | 30/01/2008     | 1        | 613,000   |
| 7                                         | TRICK                            | 28/01/2009     | 1        | 391,000   |
| 8                                         | UNIVERSE                         | 03/02/2010     | 1        | 372,000   |
| 9                                         | Dejavu                           | 02/03/2011     | 1        | 211,000   |
| 10                                        | JAPONESQUE                       | 25/01/2012     | 1        | 151,000   |
| 11                                        | Bon Voyage                       | 26/02/2014     | 1        | 59,000    |
| 12                                        | WALK OF MY LIFE                  | 18/03/2015     | 1        | 50,000    |
| 13                                        | W FACE ～outside～               | 08/03/2017     | 1        | 28,000    |
| 14                                        | W FACE ～inside～                | 08/03/2017     | 2        | 28,000    |
| 15                                        | AND                              | 28/02/2018     | 6        | 19,000    |
| 16                                        | DNA                              | 22/08/2018     | 3        | 20,000    |
| 17                                        | re(CORD)                         | 13/11/2019     | 4        | 15,000    |
| 18                                        | heart                            | 02/03/2022     | 9        | 7,000     |
| 19                                        | UNICORN                          | 17/04/2024     | 14       | 4,000     |
| Album tổng hợp                            |                                  |                |          |           |
| 1                                         | BEST ～first things～            | 21/09/2005     | 1        | 1,917,000 |
| 2                                         | BEST ～second session～          | 08/03/2006     | 1        | 1,804,000 |
| 3                                         | BEST ～BOUNCE & LOVERS～         | 14/03/2007     | 2        | 296,000   |
| 4                                         | Out Works & Collaboration Best   | 25/03/2009     | 7        | 49,000    |
| 5                                         | BEST ～third universe～          | 03/02/2010     | 1        | 372,000   |
| 6                                         | SUMMER of LOVE                   | 22/07/2015     | 7        | 23,000    |
| 7                                         | WINTER of LOVE                   | 20/01/2016     | 2        | 30,000    |
| 8                                         | BEST ～2000-2020～               | 06/12/2021     | 19       | 15,000    |
| 9                                         | LIVE IN METAVERSE ～THE BEST～   | 03/26/2025     | 24       | 3,000     |
| Album cover                               |                                  |                |          |           |
| 1                                         | ETERNITY ～Love & Songs～        | 13/10/2010     | 3        | 92,000    |
| 2                                         | Color The Cover                  | 27/02/2013     | 3        | 48,000    |
| Album remix                               |                                  |                |          |           |
| 1                                         | Koda Kumi Driving Hit's          | 25/03/2009     | 6        | 66,000    |
| 2                                         | Koda Kumi Driving Hit's 2        | 31/03/2010     | 5        | 43,000    |
| 3                                         | Koda Kumi Driving Hit's 3        | 04/05/2011     | 6        | 28,000    |
| 4                                         | Koda Kumi Driving Hit's 4        | 14/03/2012     | 13       | 15,000    |
| 5                                         | Beach Mix                        | 01/08/2012     | 4        | 36,000    |
| 6                                         | Koda Kumi Driving Hit's 5        | 20/03/2013     | 19       | 10,000    |
| 7                                         | Koda Kumi Driving Hit's 6        | 19/03/2014     | 19       | 9,000     |
| 8                                         | Koda Kumi Driving Hit's 7        | 05/04/2017     | 18       | 5,000     |
| 9                                         | Koda Kumi Driving Hit's 8        | 28/03/2018     | 40       | 3,000     |
| 10                                        | Koda Kumi Driving Hit's 9        | 20/02/2019     | 24       | 3,800     |
| 11                                        | re(MIX)                          | 11/03/2020     | 33       | 1,200     |
| Mini album                                |                                  |                |          |           |
| 1                                         | angeL［MY NAME IS...］           | 02/12/2020     | 123      | 8,000     |
| 1                                         | monsteR［MY NAME IS...］         | 02/12/2020     | 129      | 8,000     |
| 1                                         | angeL + monsteR［MY NAME IS...］ | 02/12/2020     | 12       | 8,000     |
| 2                                         | WINGS                            | 18/01/2023     | 10       | 4,400     |
| Số liệu được lấy từ bảng xếp hạng Oricon. |                                  |                |          |           |